# آشیانه گرگ‌ها: عراق
آشیانه گرگ‌ها عراق(به انگلیسی: Valley of the Wolves Iraq) (به ترکی استانبولی: Kurtlar Vadisi Irak) یک فیلم  ساخت ترکیه است که از سری آشیانه گرگ‌ها ساخته شده‌است. داستان این فیلم در شمال عراق و در زمان اشغال عراق رخ می‌دهد. همچنین در این فیلم پی می بریم که همه بد هستند غیر از ترک ها !
این فیلم به آمریکاستیزی، مسیحی‌ستیزی، کردستیزی و یهودستیزی متهم شد. بودجه این فیلم ۱۴ میلیون دلار بود وپرفروش‌ترین   (علاوه بر این ) پر هزینه ترین فیلم ساخت ترکیه شناخته شد. فروش این فیلم ۲۷٫۹ میلیون دلار در مجموع(۲۵٫۱ در ترکیه و ۲٫۸ در اروپا) بود.

## بازیگران
| بازیگر      | شخصیت                |
| نجاتی شاشمز | پولات علمدار         |
| بیلی زین    | سام ویلیام           |
| تیتو اورتیز | افسر آمریکایی        |
| غسان مسعود  | شیخ عبدالرحمن کرکویی |
| جی عبدو     | رهبر کرد             |

## بازتاب بین‌الملی
- در آلمان این فیلم به علت یهود ستیزی مورد انتقاد قرار گرفت. اشپیگل نوشت: «این فیلم بد نبود اگر همه مسلمان‌ها و ترک‌ها را سفید و همه کردها و مسیحی‌ها و یهودیان و آمریکایی‌ها را سیاه نشان نمی‌داد»[۷]

"This wouldn't be so bad if the film didn't portray the opponents of Turks and Muslims so brutally — the bad guys in this black and white world are the Americans, the Kurds, the Christians and the Jews.
- ارتش آمریکا توصیه کرد نظامیانش به سینماهایی که این فیلم پخش می‌شود نزدیک نشوند.[۸]

## داستان فیلم
۱۰ دقیقه اول فیلم با رویداد واقعی دستگیری نیروهای ویژه ترکیه مستقر در سلیمانیه عراق در ژوئیه ۲۰۰۳ آغاز می‌شود. اما اکثر سکانس های فیلم غیر واقعی و ساخته ذهن نویسنده هستند